# Glazba u 2018.
◄◄ | ◄ | 2015. | 2016. | 2017. | 2018.  | 2019. | 2020. | 2021. | ► | ►►
Arhitektura • Astronautika • Astronomija • Biologija • Film • Fotografija • Glazba • Kazalište • Kemija • Kiparstvo • Knjige • Književnost • Kršćanstvo • Meteorologija • Medicina • Planinarstvo • Politika • Pravo • Promet • Slikarstvo • Strip • Šport • Televizija • Znanost • Zrakoplovstvo • Željeznički promet
Glazba u 2018.

## Svijet

### Glazbena djela
- Albumi iz 2018.

### Nagrade i priznanja
- Pjesma Eurovizije:

## Hrvatska i u Hrvata

### Smrti
- 29. srpnja – Oliver Dragojević (* 1947.)

## Vanjske poveznice
|  | Zajednički poslužitelj ima još gradiva o temi Glazba u 2018. |